# باكيرينوصور
الباكيرينوصور (الاسم العلمي: Pachyrhinosaurus) (تعني: السحالي ذات الأنف السميك)، هو جنسٌ من ديناصورات السنتروصورات القرناء التي ظهرت خِلال العصر الطباشيري المتأخر في أمريكا الشمالية. اكتشف تشارلز ستيرنبيرغ أول عينات لها في ألبرتا، كندا، في عام 1946، وتمت تسميتها في عام 1950. وقد تم العثور على أكثر من اثني عشر من الجماجم الجزئية وتشكيلة كبيرة من الحفريات الأخرى لأنواع مختلفة في ألبرتا وألاسكا. حتى العقد 1980 لم يكن يتوفر العدد الكافي للدراسة حتى، وقد أدى ذلك إلى زيادة حديثة بالاهتمام الباكيرينوصورات.